# Южно-Эмбинская нефтегазоносная область

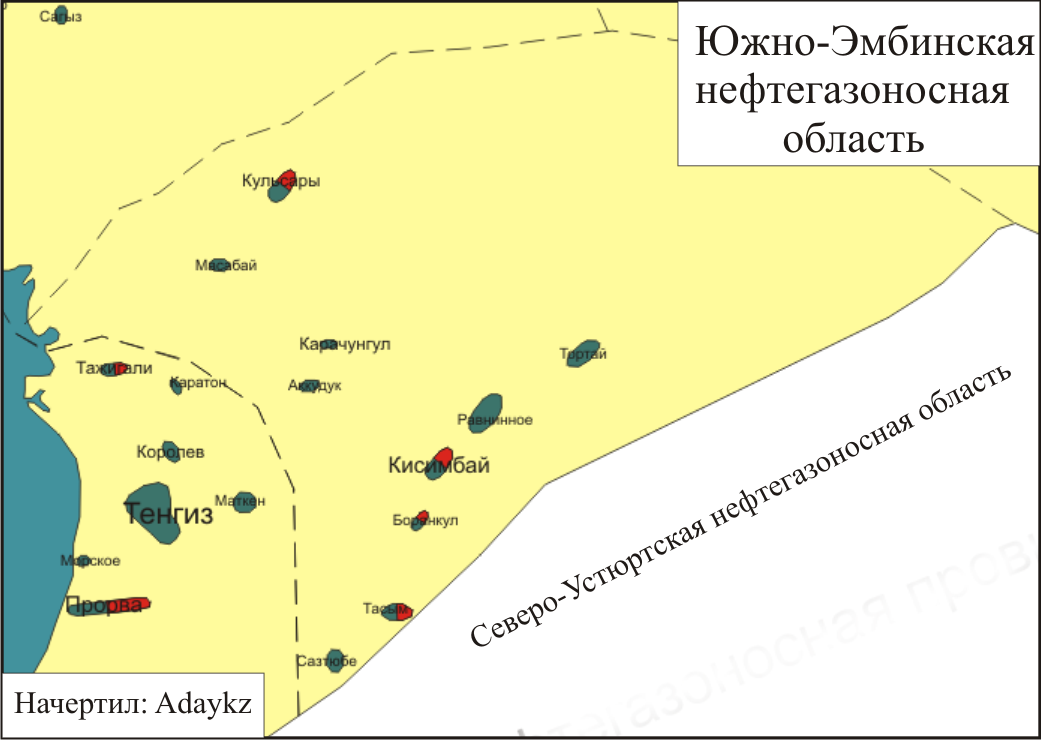

Южно-Эмбинская нефтегазоносная область —  одна из нефтегазоносных областей Прикаспийской нефтегазоносной провинции. Расположена в юго-восточной части Атырауской области  южнее устья  реки Эмбы.
Почти все месторождения области состоят из солянокупольной структуры. Месторождения, расположенные на юге, в основном карбонатного отложения в бортовой зоне, а на севере в основном смещенные карбонатно-терригенные отложения. Глубины залегания колеблются в пределах от 200 до 6000 м. Возраст данной области разный с севера на юг от мезозойского до палеозойского возраста, на бортах в основном ниже кунгурские возраста. Территория нефтегазоносной области — полупустыня, находящаяся на отметках около −28 м ниже уровня моря.
Южно-Эмбинская нефтегазоносная область до открытия месторождения Кульсары находилась в составе Эмбинской нефтегазоносной области, потому что все месторождения севернее устья реки Эмбы были надсолевые и находились на меньших глубинах, чем месторождения южнее устья реки Эмбы. Уже в 1980-х годах Эмбинская нефтегазоносная область была разделена на две части: Северо-Эмбинская и Южно-Эмбинская.
В начале XXI века западная часть и прилегающий шельф области стала самостоятельной областью - это Кашаган-Тенгизкая.
Крупнейшие месторождение нефти на суше в пределах провинции — Кульсары.
Оценки ресурсов Южно-Эмбинской нефтегазоносной области колеблются в пределах от 1 до 3 млрд т нефти и от 0,5 до 1,5 трлн м³ природного газа.